# Morris Berman
Morris Berman   (Rochester, 3 d'agost de 1944) és un historiador i crític social estatunidenc. Es va llicenciar en matemàtiques a la Universitat Cornell el 1966 i es va doctorar en història de la ciència a la Universitat Johns Hopkins el 1971. Berman és un crític cultural humanista acadèmic especialitzat en història cultural i intel·lectual occidental.

## Vida i obra
Berman ha format part del professorat de diverses universitats dels Estats Units, Canadà i Europa. Berman es va traslladar a viure a Mèxic el 2006, on va ser professor visitant al Tecnològic de Monterrey a la Ciutat de Mèxic del 2008 al 2009. Durant aquest període va continuar escrivint per a diverses publicacions, inclosa Parteaguas, una revista trimestral.
Berman ha escrit diversos llibres per a un públic general. Tracten de l'estat de la civilització occidental i d'un enfocament ètic, històricament responsable o il·lustrat per viure-hi. La seva obra emfatitza els llegats de la Il·lustració europea i el lloc històric de la cultura americana actual, en particular "explorant la corrosió de la societat americana i el declivi de l'imperi americà".

Va escriure una trilogia sobre consciència i espiritualitat, publicada entre 1981 i 2000, i una altra trilogia sobre el declivi americà, publicada entre 2000 i 2011. El crític literari George Scialabba va comentar:
Most historians would be content to have written one deeply researched and interpretively wide-ranging trilogy on a large and important subject. Berman has written two... The second trilogy, a grimly fascinating inventory of the pathologies of contemporary America and an unsparing portrait of American history and national character, is a masterpiece.

(“La majoria dels historiadors es conformarien amb haver escrit una trilogia profundament investigada i interpretativament àmplia sobre un tema extens i important. Berman n'ha escrit dues... La segona trilogia, un inventari macabrement fascinant de les patologies de l'Amèrica contemporània i un retrat implacable de la història i el caràcter nacional dels Estats Units, és una obra mestra.”)

### Consciència participant
El terme “consciència participant” va ser introduït per Berman a The Re-enchantment of the World (1981), tot ampliant el concepte de "participació original" d'Owen Barfield, per descriure una antiga manera de pensar humà que no separa el perceptor del món que percep. Berman diu que aquesta visió original del món ha estat substituïda als darrers 400 anys pel paradigma modern anomenat cartesià, newtonià o científic, que depèn d'un observador aïllat i que implica que només podem entendre el món distanciant-nos-en.
Max Weber, sociòleg alemany de principis del segle XX, estava preocupat pel "desencant" que associava amb l'auge de la modernitat, el capitalisme i la consciència científica. Berman traça la història d'aquest desencant. Argumenta que la consciència moderna és destructiva tant per a la psique humana com per al medi ambient planetari. Berman desafia la supremacia de la cosmovisió moderna i defensa alguna nova forma de la tradició holística més antiga, que descriu de la següent manera:
"Participating consciousness" involves merger, or identification, with one's surroundings, and bespeaks a psychic wholeness that has long since passed from the scene. Alchemy, as it turns out, was the last great coherent expression of participating consciousness in the West.

(“La «consciència participant» implica la fusió, o identificació, amb l'entorn i revela una plenitud psíquica que fa temps que ha desaparegut de l'escena. L'alquímia, cal reconèixer, va ser l'última gran expressió coherent de la consciència participant a Occident.”)
A The Re-enchantment of the World Berman proposa una revalorització integral del pensament de Gregory Bateson com un dels camins per relligar-nos amb el món.

## Reconeixement
El 1990, Berman va rebre el Premi d'Escriptors del Governador (estat de Washington) pel seu llibre Coming to Our Senses. El 1992, va rebre la primera beca anual del Centre Rollo May per a Estudis Humanístics. L'any 2000, el llibre de Berman The Twilight of American Culture va rebre elogis de la crítica. Va ser nomenat un dels deu llibres més recomanats de l'any pel Christian Science Monitor i va ser nomenat "Llibre notable" per The New York Times. El 2013 va rebre el "Premi Neil Postman per la carrera professional en una activitat intel·lectual pública" de l'Associació d'Ecologia dels Mitjans de Comunicació. Berman es va traslladar a Mèxic el 2006, on en data 2023 hi continuava residint.